# Brad Storm
Brad Storm (1980) es un deportista sudafricano que compitió en triatlón. Ganó dos medallas en el Campeonato Africano de Triatlón en los años 2001 y 2005.

## Palmarés internacional
| Campeonato Africano | Campeonato Africano        | Campeonato Africano | Campeonato Africano |
| Año                 | Lugar                      | Medalla             | Prueba              |
| ------------------- | -------------------------- | ------------------- | ------------------- |
| 2001                | Port Elizabeth (Sudáfrica) | Medalla de plata    | Individual          |
| 2005                | KwaZulu-Natal (Sudáfrica)  | Medalla de bronce   | Individual          |